# Laurentius Blumentrost
Laurentius Blumentrost (Moscú, 1692 - San Petersburgo, 1755) fue un médico y explorador ruso, fundador y primer presidente de la Academia de Ciencias de San Petersburgo entre el 7 de diciembre de 1725 y el 6 de junio de 1733.

## Biografía

### Primeros años
Blumentrost nació en Moscú el 29 de octubre (calendario juliano) o el 8 de noviembre (calendario gregoriano) de 1692. Su padre fue médico personal del zar Alejo I de Rusia y le enseñó a su hijo latín y griego. En 1706 ingresó a la universidad en Halle, luego en Oxford y finalmente en Leiden, donde estudió con Herman Boerhaave y recibió su título en medicina en 1714.

### Carrera
A su regreso a Rusia, Blumentrost fue nombrado médico personal de la princesa Natalia, hija de Alejo I y hermana de Pedro el Grande. Continuó sus estudios en París y Ámsterdam y cuando retornó a San Petersburgo, Pedro el Grande lo envió a la Gobernación de Olónets para estudiar los manantiales minerales del Raión de Kondopoga. En 1718 fue nombrado médico personal del zar, quien seis años después le ordenó fundar la Academia de Ciencias de San Petersburgo, convirtiéndose además en su primer presidente.
Continuó presidiendo la academia bajo la dirección de la emperatriz Catalina I. Después de la muerte del zar, Blumentrost perdió su influencia y en 1733 regresó a San Petersburgo, donde vivió en el palacio de la hermana de la emperatriz, Catalina Ivanovna, Duquesa de Mecklenburgo. Tras la muerte de la duquesa, Blumentrost fue despedido y se mudó a Moscú, donde estableció una consulta médica privada. En 1738 se convirtió en médico jefe del hospital militar de Moscú y años más tarde fue nombrado conservador de la incipiente Universidad de Moscú.
Blumentrost murió en la ciudad de San Petersburgo el 27 de marzo de 1755 a causa de un derrame pleural.